# Long Phước (xã)
Long Phước là một xã thuộc tỉnh Đồng Nai, Việt Nam.

## Địa lý
Xã Long Phước nằm ở phía nam huyện Long Thành, có vị trí địa lý:
- Phía đông giáp các xã Bàu Cạn, Tân Hiệp và Phước Thái
- Phía tây giáp huyện Nhơn Trạch
- Phía nam giáp huyện Nhơn Trạch và xã Phước Thái
- Phía bắc giáp xã Long An và xã Bình Sơn.

Xã có diện tích 37,44 km², dân số năm 2018 là 17.728 người, mật độ dân số đạt 474 người/km².

## Hành chính
Xã Long Phước được chia thành 5 ấp: 5, Đất Mới, Phước Hòa, Tập Phước, Xóm Gò - Bà Ký.

## Lịch sử
Ngày 6 tháng 11 năm 2006, Uỷ ban Nhân dân tỉnh Đồng Nai ban hành Quyết định 9537/QĐ-UBND, trong đó thành lập ấp Tập Phước từ một phần ấp Phước Hòa.
Năm 2018, xã Long Phước có diện tích là 40,61 km², dân số là 18.855 người, mật độ dân số đạt 464 người/km².
Ngày 10 tháng 4 năm 2019, Ủy ban thường vụ Quốc hội ban hành Nghị quyết số 673/NQ-UBTVQH14 (nghị quyết có hiệu lực từ ngày 1 tháng 6 năm 2019). Theo đó, điều chỉnh 3,17 km² diện tích tự nhiên và 1.127 người của xã Long Phước về xã Bình Sơn.
Sau khi điều chỉnh, xã Long Phước có 37,44 km² diện tích tự nhiên và 17.728 người.